# Manuel Inácio Carvalho de Mendonça
Manuel Inácio Carvalho de Mendonça (Santa Luzia, 2 de dezembro de 1859 - Rio de Janeiro, 19 de setembro de 1917) foi magistrado (sendo o primeiro juiz federal do Paraná), civilista notável e professor concursado (o primeiro nas faculdade jurídicas cariocas) da antiga Faculdade Livre de Direito do Rio de Janeiro (lente substituto) de 1910 até falecer. Com o seu óbito, a família doou à biblioteca dessa instituição muitos de seus livros, além de seu retrato, o que resultou tornar-se patrono da mesma, dai, por via de sucessão institucional, da biblioteca da Faculdade Nacional de Direito da Universidade Federal do Rio de Janeiro.
Amigo de Teixeira Mendes, com quem frequentava Apostolado Positivista do Brasil, por serem ambos adeptos fervorosos da Religião da Humanidade, instituída na França por Auguste Comte. Bacharelou-se na Faculdade de Direito de São Paulo em 1881. Publicou, entre várias outras obras, Esboço de Filosofia Positiva (1880), Prontuário das Leis Federais (1890), A Intervenção e a Doutrina Monroe (1899) e O Poder Judiciário no Brasil (1899). Devemos destacar a sua obra sobre Direito Hídrico: "Rios e águas correntes em suas relações jurídicas", até hoje assaz consultada, com edições em 1906 e 1939.